# 旧車TV レストア・ファクトリー
『旧車TV レストア・ファクトリー』は、2018年5月よりCS放送のMONDO TVにて放送されている自動車番組。

## 概要
旧車情報誌「Old timer」全面協力の元、世界に誇る旧車の魅力を探り、初心者向けに旧車を購入する際の車選びのポイントから基本となるレストアの方法、そしてエンジンのメンテナンスや足回りの調整などを紹介する。加えて、旧車オーナーのガレージを訪ねるコーナーやレストアの達人の元へ訪れるコーナーまで幅広く旧車の魅力を紹介する。
30分の放送時間は3つの企画から構成されており、フェアレディZS30Zのレストア、旧車オーナーのガレージを訪ねるコーナー、レストアの達人の元へ訪れるコーナーからなる。フェアレディZS30Zのレストアは第1回から第6回までのシリーズとなる。
2019年6月6日よりシーズン2が開始された。

## 放送リスト

### シーズン1
| 回     | レストア日記                    | レストアの達人 | ガレージ探訪 |
| ------ | ------------------------------- | -------------- | ------------ |
| 第1回  | 初めてのベース車選び            | 廃車街道       |              |
| 第2回  | S30Z板金                        |                |              |
| 第3回  | S30Zパテ付け                    |                |              |
| 第4回  | S30Z全塗装                      |                |              |
| 第5回  | S30Zエンジン組立                |                |              |
| 第6回  | S30Z完成                        |                |              |
| 第7回  | ホンダ・1300 内装               |                |              |
| 第8回  | ホンダ・1300 全塗装             |                |              |
| 第9回  | ホンダ・1300 エンジン組み立て   |                |              |
| 第10回 | ホンダ・1300 バンパーメッキ加工 |                |              |
| 第11回 | ホンダ・1300 最終仕上げ         |                |              |
| 第12回 | ホンダ・1300 完成               |                |              |

### シーズン2
| 回     | レストア日記                       | レストアの達人 | ガレージ探訪 |
| ------ | ---------------------------------- | -------------- | ------------ |
| 第1回  | レストア開始 トヨタ2000GT          |                |              |
| 第2回  | レストア開始 コスモスポーツ        |                |              |
| 第3回  | レストア コスモスポーツ 板金       |                |              |
| 第4回  | レストア トヨタ2000GT 板金         |                |              |
| 第5回  | レストア コスモスポーツ メッキ加工 |                |              |
| 第6回  | レストア トヨタ2000GT 溶接         |                |              |
| 第7回  | レストア コスモスポーツ エンジン   |                |              |
| 第8回  | レストア コスモスポーツ 内張り     |                |              |
| 第9回  | レストア トヨタ2000GT エンジン     |                |              |
| 第10回 | レストア コスモスポーツ 組み付け   |                |              |
| 第11回 | レストア トヨタ2000GT ミッション   |                |              |
| 第12回 | レストア コスモスポーツ完成        |                |              |